# György Golomán
György Golomán (Szombathely, 2 de abril de 1996) es un baloncestista húngaro que pertenece a la plantilla del San Pablo Burgos de la Primera FEB. Con 2,11 metros de estatura, juega en la posición de ala-pívot.

## Trayectoria deportiva

### Universidad
Jugó cuatro temporadas con los Bruins de la Universidad de California en Los Ángeles, en las que promedió 3,7 puntos y 2,7 rebotes por partido.

### Profesional
Con 16 años debutó en la liga húngara en las filas del Egis Körmend, con los que disputó nueva partidos en los que promedió 1,8 puntos y 1,1 rebotes.
Tras no ser elegido en el Draft de la NBA de 2018, firmó con Los Angeles Lakers para disputar las Ligas de Verano de la NBA, pero finalmente no formó parte de la plantilla. Posteriormente, los Westchester Knicks lo cogieron para la pretemporada, pasando a formar parte del equipo.
En verano de 2020, llega a Bélgica para jugar en las filas del Spirou Basket Club de la Pro Basketball League.
En la temporada 2021-22, firma por el Falco KC Szombathely de la NB I/A húngara.
En la temporada 2022-23, firma por el BC Lietkabelis de la Lietuvos Krepšinio Lyga.
El 19 de agosto de 2023, firma por el Bàsquet Girona de la Liga ACB.

### Selección nacional
En septiembre de 2022 disputó con el combinado absoluto húngaro el EuroBasket 2022, finalizando en vigesimotercera posición.